# Potapovo (metrostation Moskou, Sokolnitsjeskaja-lijn)
Potapovo (Russisch: Потапово) is een station aan de Sokolnitsjeskaja-lijn van de Moskouse metro dat op 5 september 2024 werd geopend. Het station bij Sosenskoje is genoemd naar de nabijgelegen villawijk Potapovo. 

## Geschiedenis
In de winter van 2018 werd de bouw van het nieuwe depot voor de Sokolnitsjeskaja-lijn bij Salarjevo stilgelegd. In maart 2018 verscheen station Potopovo voor het eerst in de plannen van de metro en op 16 mei 2018 kwam Moskomarchitectura met een gewijzigd projectplan. Hierin was het depot van de locatie bij Salarjevo verplaatst naar Stolbovo net ten oosten van station Kommoenarka en stond ten oosten van dat depot het station Novomoskovski ingetekend. 
Op 6 juni 2018 werd een gewijzigde versie van het metro ontwikkelingsplan gepubliceerd waarin het station voor 2020 werd aangekondigd. Op 14 juni 2018 lichtte Vladimir Zjidkin de plannen voor het station bij het depot Stolbovo nader toe. In november werd in een persbericht van de dienst openbare werken aangekondigd dat de bouw van station Potapovo na 2019 zal beginnen. Loco-burgemeester Marat Koesjnoellin verwachtte op 14 januari 2019 de voltooiing niet voor 2022. 
In februari 2019 werd geopperd om de lijn ten oosten van Potapovo door te trekken naar Boetovo dat sinds 2003 door de Boetovskaja-lijn wordt bediend. Op 7 maart 2019 volgde de goedkeuring voor de verlenging ten oosten van Kommoenarka, echter vooralsnog niet tot station Boeninskaja Alleja in Boetovo. 
Op 11 mei 2022 werd op het inspraakportaal Actieve Burger een stemming gehouden over de naam van het station, dat volgens de toenmalige planning in 2023 zou worden geopend. De voorgelegde namen waren Potapovo, Koeprinskaja en Novomoskovskaja, de laatste werd ook op de officiële documenten gebruikt. Potapovo kreeg de meeste stemmen en op 10 augustus 2022 kende de burgemeester van Moskou, Sergei Sobjanin, de naam officieel toe. Zodoende bleef de naam Novomoskovski ongebruikt en op 3 juli 2024 werd het overstapstation tussen lijn 1 en lijn 16 Novomoskovskaja genoemd, Potapovo werd op 5 september 2024 geopend. Het verzorgingsgebied van het station kent 94000 inwoners, naar verwachting van het stadsbestuur zal het metrostation 19,5 duizend reizigers per dag zal verwerken.

## Ligging en inrichting
Het station ligt buiten de MKAD in de okroeg Novomoskovski, die in 2012 werd geannexeerd, ongeveer 2,3 km ten oosten van Kommoenarka bij de kruising van de Alexandra Monachovastraat met de autoweg van Solntsevo-Boetovo-Varsjavskoje. Daarmee ligt het vlak bij het in 1984 geannexeerde Boetovo-zuid. Het 2,4 kilometer lange traject loopt ten oosten van Kommoenarka in de middenberm van de autoweg en het station is van weerszijden van de autoweg toegankelijk via een voetgangersbrug over de rijbanen. Het eilandperron ligt in een loods op maaiveldniveau onder het sierlijk vormgegeven stationsgebouw. Het wordt het eerste Moskouse metrostation met verwarming en het tweede van Rusland na metrostation Sportivnaja in Novosibirsk. Het stadsbestuur is van plan om naast het station een OV-knooppunt te bouwen.